# Aleksej Melnitjuk
Aleksej Andrejevitj Melnitjuk, ryska: Алексей Андреевич Мельничук, född 29 juni 1998, är en rysk professionell ishockeymålvakt som tillhör NHL-laget Tampa Bay Lightning och spelar för deras andra farmarlag Orlando Solar Bears i ECHL. 
Han har tidigare spelat på NHL-nivå för San Jose Sharks och på lägre nivåer för San Jose Barracuda i American Hockey League, SKA Sankt Petersburg och Torpedo Nizjnij Novgorod i Kontinental Hockey League (KHL), SKA-Neva i Vyssjaja chokkejnaja liga (VHL) samt SKA-1946 och SKA-Varjagi i Molodjozjnaja chokkejnaja liga (MHL).
Melnitjuk blev aldrig draftad i NHL Entry Draft.